# 버추얼 가디언즈
《버추얼 가디언즈》(영어: Virtual Guardians)는 밤하늘 그림자리와 스튜디오 룩스에서 만든 대한민국의 애니메이션으로, 2019년 10월 26일부터 2020년 5월 30일까지 KBS 1TV에서 매주 토요일 오후 2시 15분에 방영했다.

## 등장 인물
- 강단
- 리메이
- 미노
- 슈슈
- 뭉치
- 백수
- 이브
- 케르
- 로스
- 베르

## 목소리 출연
- 조현정: 강단
- 이지현: 리메이
- 심규혁: 미노
- 전해리: 슈슈
- 신용우: 뭉치·백수 형
- 김자연: 이브
- 이현: 케르
- 김현심: 로스
- 황창영: 베르
- 권도일: 닥터 사이먼

## 제작진
- 책임 프로듀서: 이경묵
- 프로듀서: 이순주, 목훈
- 기획: 이현기
- 총감독: 김경수, 박래택
- 총괄 프로듀서: 이현기, 김준우
- 디자인 슈퍼바이저: 김혜화, 성철
- 컨셉트 디자인: 강성우, 이종호, 이지영, 이민
- 시나리오: 이현기, 안성은, 이소현
- 스토리보드: 김락현, 김태훈, 임현택, 이옥미
- 제작 슈퍼바이저: 황용태, 석민창
- 제작 프로듀서: 고웨이지에, 강솔, 윤가영
- 라인 프로듀서: 김기원, 김향희, 임현주, 신영하, 박정혁
- 모델링 슈퍼바이저: 이정은, 이충훈
- 모델링: 정철용, 김수안, 문소리, 정윤지, 서경열, 신상범, 채규림, 조은지
- 리깅: 김태진, 진태수, 민경아, 박민호
- 애니메이션 슈퍼바이저: 김연동
- 애니메이션: 황주혁, 최건우, 한재영, 이소연, 동은진, 방정훈, 박수현, 조영민, 배지선, 유진아, 김기학, 천영철
- 비주얼 슈퍼바이저: 이충훈, 최고현
- 라이팅/랜더링/합성: 이다솔, 신보희, 소복순, 이민지, 송윤정, 최성현, 김비취, 강경한, 조아라, 이은지, 주세운
- 이펙트: 변귀섭, 임기택, 김도영
- 모션 그래픽: 김현중, 이동민, 장성근, 권용진, 조진호
- 피아노: 홍예솔
- 드럼: 김택형
- 기타: 박성범
- 베이스: 양영호, 곽석규
- 신디사이저: 김창현
- 사운드 슈퍼바이저: 김희집
- 음악 감독: 김택형
- 녹음 연출: 김정선
- 녹음: 김한나
- 보이스 에디팅: 김한나, 주노, 이수정, 손무성
- 효과: 김한나, 주노, 박석원, 주지훈, 박범근
- 믹싱: 김희집, 김한나, 주노, 박석원, 주지훈, 박범근
- 제작투자: 에스케이브로드밴드 주식회사, (주)센트럴 투자파트너스
- 제작지원: 서울산업진흥원
- 기획: KBS
- 제작: 밤하늘 그림자리 ANIMATION STUDIO

## 주제가
- 여는 곡 《우리는 가디언즈》
  - 작곡: 김택형 / 작사: 원플래닛 / 편곡: 김택형, 홍예솔 / 노래: 김도연
- 닫는 곡 《함께 걸어요》
  - 작곡: 김택형 / 작사: 원플래닛 / 편곡: 김택형, 홍예솔 / 노래: 프린

## 방영 목록
| 회차       | 제목                         | 방송 일자        |
| ---------- | ---------------------------- | ---------------- |
| 1화        | 버추얼 가디언즈의 탄생       | 2019년 10월 26일 |
| 2화        | 새로운 동료                  | 2019년 11월 2일  |
| 3화        | 무술의 달인 리메이의 등장    | 2019년 11월 9일  |
| 4화        | 마지막 가디언즈는 누구?      | 2019년 11월 16일 |
| 5화        | 불꽃의 라스트 스퍼트         | 2019년 11월 23일 |
| 6화        | 엄마의 비밀 레시피           | 2019년 11월 30일 |
| 7화        | 산타 구출 대작전             | 2019년 12월 7일  |
| 8화        | 미노의 비밀훈련              | 2019년 12월 14일 |
| 9화        | 피노키오의 거짓말            | 2019년 12월 28일 |
| 10화       | 이브가 이상해!               | 2020년 1월 4일   |
| 11화       | 도전! 바벨 퀴즈대회          | 2020년 1월 11일  |
| 12화       | 뭉치와 백수! 환상의 콤비     | 2020년 1월 18일  |
| 13화       | 숨겨진 단서를 찾아서         | 2020년 2월 8일   |
| 14화       | 메모리뱅크 추격전            | 2020년 2월 15일  |
| 15화       | 위험한 콘서트                | 2020년 2월 22일  |
| 16화       | 바벨프리즌 구출작전(상)      | 2020년 3월 21일  |
| 17화       | 바벨프리즌 구출작전(하)      | 2020년 3월 28일  |
| 18화       | 다시 돌아온 바벨 무술대회    | 2020년 4월 4일   |
| 19화       | 영광의 트로피! 모두의 챔피언 | 2020년 4월 11일  |
| 20화       | 막아라! 좀비 바이러스        | 2020년 4월 18일  |
| 21화       | 강단 사라지다                | 2020년 4월 25일  |
| 22화       | 거대로봇의 습격              | 2020년 5월 2일   |
| 23화       | 닥터를 찾아서 1              | 2020년 5월 9일   |
| 24화       | 닥터를 찾아서 2              | 2020년 5월 16일  |
| 25화       | 도와주세요 닥터!             | 2020년 5월 23일  |
| 최종화(26) | 우리들은 하나!               | 2020년 5월 30일  |

## 결방 및 편성안내
- 2020년 2월 29일 ~ 3월 14일: 코로나19 통합뉴스룸의 관계로 인해 결방했다.